# Conus sponsalis
Conus sponsalis é uma espécie de gastrópode do gênero Conus, pertencente a família Conidae.